# Punta Roca Blanca
La punta Roca Blanca (en inglés: White Rock Point) es un cabo que marca el extremo nororiental de la isla Gran Malvina del archipiélago de las Malvinas, que según la Organización de las Naciones Unidas (ONU), está en litigio de soberanía entre el Reino Unido, quien la administra como parte del territorio británico de ultramar de las Malvinas, y la Argentina, quien reclama su devolución, y la integra en el departamento Islas del Atlántico Sur de la provincia de Tierra del Fuego, Antártida e Islas del Atlántico Sur.
Este cabo forma la entrada norte a la bahía Roca Blanca en las aguas de la ensenada del Norte, y al este se encuentra casi enfrentado con la punta Correntada en la isla Soledad. También se halla en la zona de la boca septentrional del estrecho de San Carlos, al norte de la punta Jersey de la isla Gran Malvina) y al oeste del monte Cabra de 285 m s. n. m. que se encuentra en dicha isla.
En su extremo se encuentra la roca Blanca, que es uno de los puntos que determinan las líneas de base de la República Argentina, a partir de las cuales se miden los espacios marítimos que rodean al archipiélago.